# Дом с башней (Новочеркасск)
Дом с башней — объект культурного наследия регионального значения, расположенный по улице Красный спуск, 17 в городе Новочеркасске Ростовской области. Памятник архитектуры с 17 декабря 1992 года, согласно решению малого областного совета Ростовской области № 325.

## История
Особняк «Дом с башней» находится на углу улиц Красный спуск (до 1917 года улица Крещенский спуск) и Кавказской улицы. Здание было сооружено в  приблизительно в середине XIX века в стиле ампир и принадлежало во второй половине девятнадцатого столетия горному инженеру и владельцу первого в городе чугунно-литейного завода А. В. Минeнкову, основанного в 1880 году немецким фабрикантом Герцбергом. На этом заводе изготавливались стропильные балки и другие металлические части, а также цепи ограждений для строящихся на Площади Ермака на рубеже девятнадцатого и двадцатого столетий Новочеркасского войскового Вознесенского кафедрального семиглавого собора, сооруженном в неовизантийском стиле (1891 — 1904) по проекту архитектора А.А. Ященко и Памятнику Ермаку Тимофеевичу (1903 — 1904) по проекту скульпторов М. О. Микешина и В. А. Беклемишева. Инженер Миненков часто бывал за границей — в Испании, Франции ,где изучал промышленное производство. По воспоминаниям старожилов, в Новочеркасск приезжал Д. И. Менделеев и останавливался в доме Мененкова, с которым был знаком.